# (36075) 1999 RU59
1999 RU59 (asteroide 36075) é um asteroide da cintura principal. Possui uma excentricidade de 0.19311370 e uma inclinação de 6.27162º.
Este asteroide foi descoberto no dia 7 de setembro de 1999 por LINEAR em Socorro.